# Ferreira
Ferreira er en by og kommune i det sydøstlige Spanien i provinsen Granada. Den har et indbyggertal på 303 (2024) indbyggere.